# Борго ин Пинцано (Фиренца)
Борго ин Пинцано је насеље у Италији у округу Фиренца, региону Тоскана.
Према процени из 2011. у насељу је живело 40 становника. Насеље се налази на надморској висини од 469 м.